# Solomon Nasi Ben Isaac Nasi Cayl
Solomon Nasi Ben Isaac Nasi Cayl est un poète liturgique juif ayant vécu à Marseille vers 1285. Son nom de famille Cayl dérive de la ville de Caylus, dans le département de Tarn-et-Garonne.
Il est l'auteur d'une œuvre nommée piyyuḥ, retrouvée dans le mahzor d'Avignon.